# Relatos insólitos
 Relatos insólitos es una antología de relatos de Literatura de terror fantástico  y sobrenatural, que homenajea a Howard Phillips Lovecraft, y cuyas historias están relacionadas con la weird fiction o ficción extraña.
El libro está publicado por la ya desaparecida editorial cordobesa Arconte y la compilación fue dirigida por el escritor y antólogo Rubén Serrano, conocido por otras antologías parecidas, como Los nuevos Mitos de Cthulhu, Legendarium o Crónicas de la Marca del Este.

## Autores
Esta obra colectiva cuenta con la participación de reconocidos autores españoles, como Laura Gallego, Teresa Viejo, Clara Tahoces, Félix J. Palma, Ralph Barby, David Zurdo, Emilio Calderón, Lem Ryan, Juan de Dios Garduño, Juan Ángel Laguna Edroso y otros.
Así mismo, incluye dos relatos de Lovecraft (El extraño y Azathoth, ambos traducidos por Zach Powell) y uno de Robert E. Howard (La cosa en el tejado, traducido por Anna Morgana Alabau).
Cada relato va acompañado de una ilustración, todas ellas realizadas por la dibujante Lucía Meijide.